# Гуашипсина
Гуашипси́на (кабард.-черк. Гуащэпсынэ) — река в республике Кабардино-Балкарии. Протекает на западе Баксанского района. Устье реки находится в 4,6 км по левому берегу реки Матхука. Длина реки составляет 16 км, площадь водосборного бассейна 27,2 км².

## Данные водного реестра
По данным государственного водного реестра России относится к Западно-Каспийскому бассейновому округу, водохозяйственный участок реки — Малка от Кура-Марьинского канала и до устья, без реки Баксан. Речной бассейн реки — Реки бассейна Каспийского моря междуречья Терека и Волги.
Код объекта в государственном водном реестре — 07020000812108200004405.